# Baobab (programma radiofonico)
Baobab (nome completo Baobab: l'albero delle notizie) è il titolo di un programma radiofonico di Radio Rai, andato in onda sulle frequenze di Radio 1, dal 1999 al 2007, e successivamente ripreso dal gennaio 2010 al settembre 2014. Era irradiato quotidianamente dal lunedì al venerdì, dalle 15:30 alle 17:30.

## Storia

### Prima serie
Inizia la sua programmazione il 27 settembre 1999, a cura di Andrea Sabatini. I conduttori che si sono alternati ai microfoni sono Alessandro Cassieri, Gerardo Greco, Giovanni Floris, Maria Teresa Lamberti, Carlo Albertazzi, Raffaele Roselli, Ruggero Po, Mario Benotti, Paolo Borella, per la regia di Anna Posillipo. In otto anni di vita sono state realizzate oltre ventimila interviste: politici italiani e stranieri, personaggi della cultura, della scienza e dell'informazione. Per la parte musicale i conduttori erano Elisa Manisco, Gerardo Panno, Gianmaurizio Foderaro, Simonetta Zauli, Luisa Mann.
Termina la sua programmazione il 21 settembre 2007.

### Seconda serie
Nei nuovi palinsesti, rinnovati con la direzione di Antonio Preziosi, il programma è ripreso dall'11 gennaio 2010 con la conduzione a settimane alternate di Francesco Graziani e Tiziana Ribichesu. A loro si affiancano per la parte musicale: Sergio Mancinelli, Barbara Condorelli, Simonetta Zauli, Paolo Notari, Gianmaurizio Foderaro, Elisabetta Grande, Gabriele Brocani, Nino Graziano Luca. Regia di Alex Messina. La trasmissione va in onda dal lunedì al venerdì dalle 15:30 alle 17:20 (fino al 7 settembre 2012, dal 10 settembre 2012 al 4 aprile 2014 fino alle 17:30).
Dal 7 aprile 2014, con la direzione di Flavio Mucciante, il programma si sposta dalle 16:30 alle 19:00 e viene eliminata la presenza di uno dei conduttori di Radio1 musica. Il programma è andato in onda fino al 12 settembre 2014, è stato sostituito da Restate scomodi e Italia sotto inchiesta a partire dal 15 settembre.